# 6089 Izumi
6089 Izumi è un asteroide della fascia principale. Scoperto nel 1989, presenta un'orbita caratterizzata da un semiasse maggiore pari a 2,1825852 au e da un'eccentricità di 0,1272040, inclinata di 4,79303° rispetto all'eclittica.
L'asteroide è dedicato all'omonimo quartiere della città di Sendai in Giappone.